# Kunstsilo
Kunstsilo är ett konst- och kulturcentrum i en nedlagd spannmålssilo på Oddereröya i Kristiansand i Norge. 
Museet, som invigdes den 11 maj 2024, har en total utställningsyta på 3 250 kvadratmeter fördelade på tre våningar och fyra heltidsanställda kuratorer. Det ersatte då Sørlandets kunstmuseum, som stängde.

## Silobyggnaden

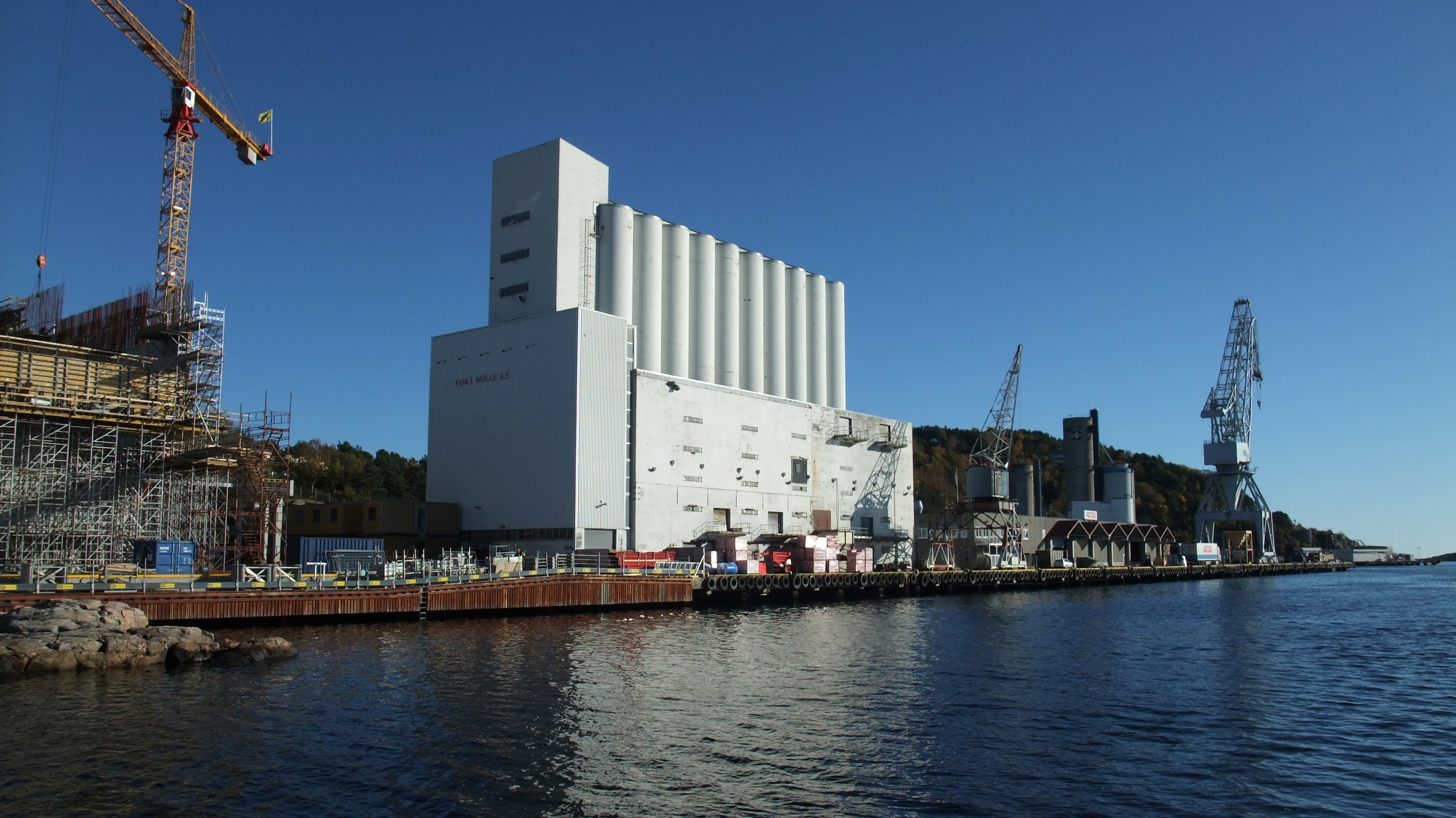
Silon år 2009, före ombyggnationen.

Spannmålssilon i Kristiansands hamn  ritades av arkitekterna Arne Korsmo og Sverre Aasland åt Christiansands Møller A/S år 1934–1935 och började användas i december 1935. Fyra år senare utökades byggnaden med ytterligare 15 celler.
Silobyggnaden, som var en av de första funkisbyggnaderna i staden, belönades med Norges mest prestigefyllda arkitektpris Houens fonds diplom år 1939. 
Kvarnen i Kristiansand lades ned år 2008 och all utrustning flyttades till företagets andra anläggningar.
År 2015 donerade den norska finansmannen Nicolai Tangen sin privata samling av nordisk konst till Sørlandets kunstmuseum och föreslog att silobyggnaden skulle byggas om till ett konstmuseum.
Den internationella arkitekttävling som utlystes för ombyggnaden vanns av arkitektkontoren Mestres Wåge Arquitectes och MX_SI Architectural studio från Barcelona.
Tangen donerade 210 miljoner norska kronor till ombyggnaden som total beräknades kosta 710 miljoner.  

## Samlingarna
Museet omfattar tre samlingar: 
- Nicolai Tangens donation, med omkring 5 500 verk ur Tangens samling av nordisk konst från 1930-talet och framåt. Samlingen, som anses som den mest kompletta av sitt slag, omfattar verk av mer än 300 konstnärer från Danmark, Sverige, Norge, Finland och Island. Bland konstnärerna kan nämnas Sam Vanni och Per Kirkeby.[1] Tangens konstsamling förvaltas av den 2016 av Tangen bildade AKO Kunststiftelse.
- Kristiansands kommunala samling av konst från Sørlandet, som tidigare visades på Sørlandets kunstmuseum.[1]
- Christianssands billedgalleri, grundat 1995.[1]

## Bildgalleri

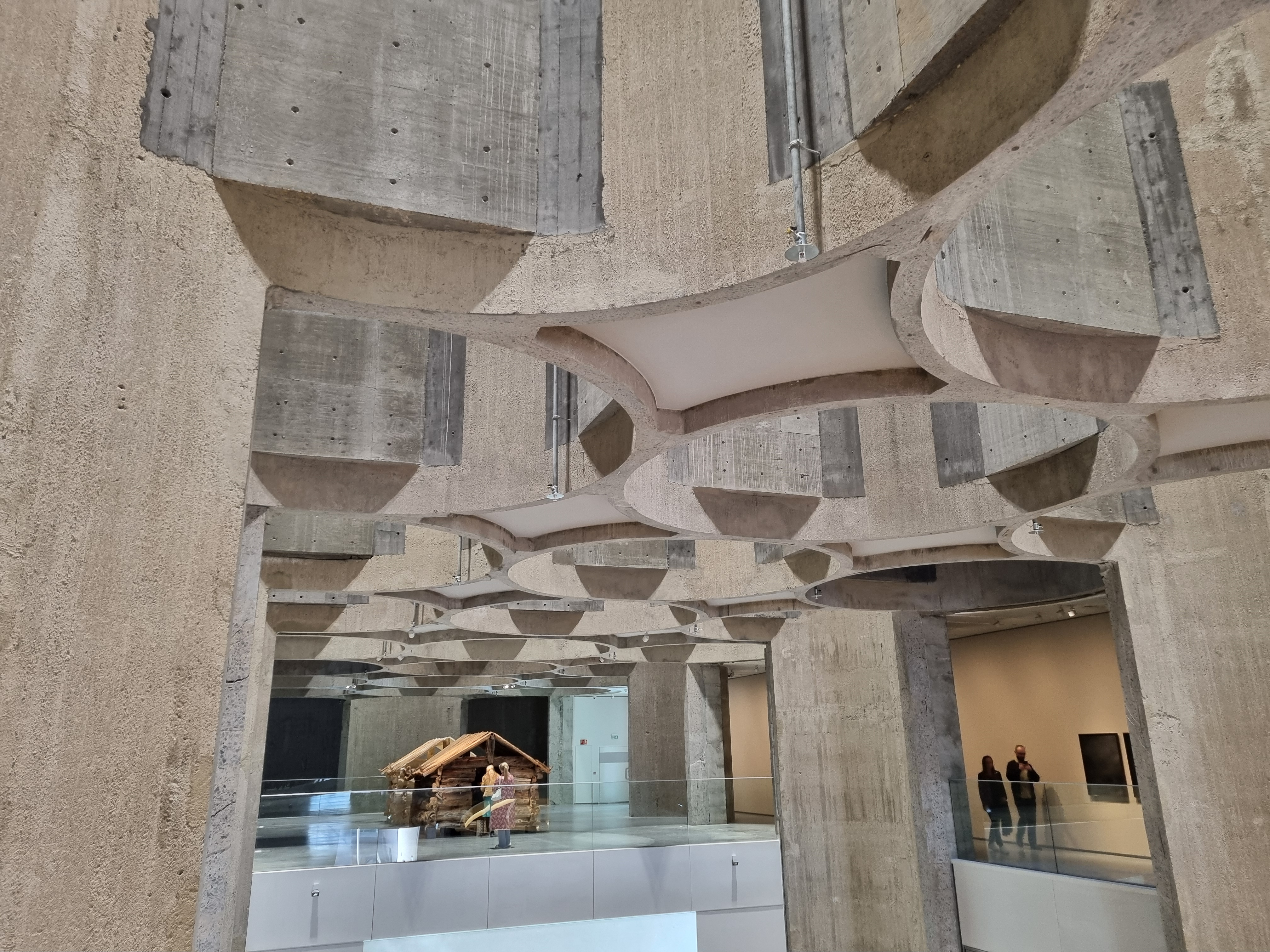
Detaljer i Kunstsilos tak, tidigare överdel i silon